# 陈明国 (达州)
陈明国，中华人民共和国政治人物、全国脱贫攻坚先进个人。

## 生平
陈明国任达州市达川区扶贫开发局党组书记。因在脱贫攻坚战中作出突出贡献，2021年2月25日全国脱贫攻坚总结表彰大会上，陈明国被授予“全国脱贫攻坚先进个人”。